# Matthew McCann
Matthew McCann (* 8. Dezember 2005 in Coppell, Texas) ist ein US-amerikanischer Schauspieler, der seit 2015 als Kinderdarsteller in Film und Fernsehen zum Einsatz kommt und nebenbei auch als Synchronsprecher arbeitet. Internationale Bekanntheit erlangte er vor allem durch seine Rolle des Teddy Burns in der CBS-Serie Man with a Plan, in der er seit 2016 das mittlere von drei Kindern von Adam Burns (gespielt von Matt LeBlanc) und dessen Ehefrau Andi Burns (Liza Snyder) mimt.

## Leben und Karriere
Matthew McCann wurde am 8. Dezember 2005 als jüngstes von drei Kindern geboren und wuchs zweisprachig (Englisch und Spanisch) auf. Seine Heimatstadt ist Coppell im US-Bundesstaat Texas. Im Alter von sieben Jahren entdeckte er die Schauspielerei für sich und nahm in weiterer Folge Schauspielunterricht in seinem Heimatbundesstaat. Er arbeitete einige Zeit im Voice-over-Bereich und hatte zudem Auftritte in Film- und Radiowerbespots. So sah man ihn unter anderem im Jahre 2015 in einem landesweit ausgestrahlten Werbespot des texanischen Herstellers Perennials Fabrics mit dem Titel Perennials Fabrics: Kidding Around. Nachdem er im Jahre 2015 im Fernsehfilm All Stars von Regisseur Alex Hardcastle in der Rolle des Gus zu sehen war, erhielt er kurz darauf die Rolle des Teddy Burns in der CBS-Serie Man with a Plan. Seit 2016 spielt er darin das mittlere von drei Kindern von Adam Burns (gespielt von Matt LeBlanc) und dessen Ehefrau Andi Burns (Liza Snyder). Seine beiden Geschwister Kate Burns und Emme Burns werden von Grace Kaufman und Hala Finley dargestellt. Bis dato (Stand: Juni 2020) strahlt CBS 69 Episoden mit McCanns Beteiligung aus. 2017 wirkte er in zumindest einer Episode der Zeichentrickserie American Dad als Synchronsprecher mit; lt. anderen Quellen wirkte er bereits öfter an ebendieser Serie mit. Eine weitere Synchronrolle übernahm er bei dem im Dezember 2019 auf Netflix ausgestrahlten spanischen Weihnachtsfilm Klaus, wo er Kinderstimmen einsprach. Heute (Stand: 2020) lebt der sportbegeisterte McCann in Los Angeles.

## Filmografie (Auswahl)
Filmauftritte (auch Kurzauftritte)
- 2015: All Stars

Serienauftritte (auch Gast- und Kurzauftritte)
- 2016–2020: Man with a Plan (69 Episoden)

## Synchrontätigkeiten (Auswahl)
- 2016–2017: American Dad (Fernsehserie; mind. 2 Episode)
- 2019: Klaus